# 萨拉特利亚
萨拉特利亚，是西班牙瓦伦西亚自治区卡斯特利翁省的一个市镇。总面积19平方公里，总人口93人（2001年），人口密度5人/平方公里。